# 第9號交響曲 (馬勒)
D大調第9號交響曲由古斯塔夫·馬勒於1909年至1910年間所作，此曲連同《大地之歌》，成為第十套由馬勒創作之交響曲。由於馬勒未完成第十號交響曲便已與世長辭，故此亦是馬勒生前最後完成之交響曲。
在《BBC音乐杂志》于2016年组织151名指挥家作出的评选中，马勒的第9号交响曲在有史以来最伟大的交响曲中排第四位。

## 背景

### 首演
本曲於1912年6月26日由維也納愛樂管絃樂團及布鲁诺·瓦尔特帶領下作首演。當時馬勒已經離世，因此无法親臨首演。

### 出版
本曲是馬勒唯一（如果撇除還沒有完成的第十）一首在完成初稿後未有作出任何修改的交響曲。樂譜在首演同年由環球出版所出版。

## 配器
| - 木管樂器 - 短笛 - 長笛：4 - 雙簧管：4（第四雙簧管兼任英國管） - E♭調高音單簧管 - B♭調單簧管：3 - 低音單簧管 - 低音管：4（第四巴松管兼任倍低音管） | - 銅管樂器 - 圓號：4 - 小號：3 - 長號：3 - 低音號 | - 定音鼓 - 敲擊樂器：大鼓，小鼓，鈸，三角鐵，鑼，鐘（無固定音高），鐵片琴 | - 豎琴（1至2人） - 弦樂器 - 第一小提琴 - 第二小提琴 - 中提琴 - 大提琴 - 低音提琴 |

依照工具書《管弦樂作品手冊》指示，上述之配器可簡記為"*5 *4 =5 *4—4 3 3 1—tmp+3—1 or 2hp—str"。

## 分析
通常演奏時間约为80～90分。

### 结构
这首交响曲共有四个乐章：
1. 悠閒的行板（D大調）
2. 從容不迫的蘭德勒舞速度。帶點笨拙，非常粗糙（C大調）
3. 回旋─滑稽曲：極快板。非常固执的（a小調）
4. 慢板。非常慢但有节制地（降D大调）

第一樂章
第一乐章是松散的奏鸣曲式。马勒在关键的部分中使用了持续的并置调性，这在较早作品（如第六、第七交响曲）中也出现过。整部作品由一个犹犹豫豫的切分主题开始（伯恩斯坦等人认为这描写了马勒的心律失常）。这一主题在展开部的高潮由长号声部重现，象征着“生命中的死亡”入侵，在乐谱上标着“以最强的力度”。主题还引用了贝多芬第二十六钢琴奏鸣曲“告别”的开头动机，而这首作品恰巧被马勒在大学毕业音乐会上演奏过，标志着马勒早期音乐生涯的一个转折点。此主题包含一个从升F到E的下降二度，直到乐章结束时才得到解决。
第二樂章
第二樂章是一種名为蘭德勒 (ländler) 的舞曲，但它已被扭曲到不再像跳舞。這讓人回憶起了馬勒第二交響曲中的第二樂章：从失真的傳統舞蹈到舞蹈的死亡。舉例來說，馬勒將傳統的和弦序列轉為面目全非的變化。
第三樂章
第三樂章採用迴旋曲式，同時展現出馬勒最終成熟的對位法技巧。樂曲開頭以小號不協調的主題開始，逐漸發展為雙賦格曲式。樂章開頭的標題標示了「Burleske」(一種滑稽性的模仿作品)，帶出一種既混合巴洛克時期的對位法及不協調和弦的風格。馬勒在手稿中寫上「給我在阿波羅的兄弟們」（to my brothers in Apollo)，正反映他對批評者枯萎地自嘲的回應。因為在希臘神話中，太陽神阿波羅既是音樂靈感的守護者，也是破壞之神─他的箭會為人間帶來瘟疫。
第四樂章
標示著「非常慢和有所有节制地」的最後樂章先由弦樂器開始。有音樂評論家認為主旋律的音型跟英國一首葬禮常用的讚美詩《求主同住，夜如潮水快將降臨》十分相似。同時更直接引用了第三樂章中段的旋律。此樂章有如一首輓歌，充滿著淒涼孤寂、空洞得令人毛骨悚然的樂段。旋律和伴奏各自在極高音區或極低音區進行，留下中間區域巨大的空洞缺口，有评论家認定為這首交響曲充滿著「死亡的預兆」。最後部份中，馬勒於第一小提琴中引用《亡兒之歌》第四首的最後一句旋律「在遠處的天空，日子將更美好」，音量更見柔弱，音樂漸漸消散，最後至萬籟無聲。

## 外部連結
- 馬勒第9號交響曲：国际乐谱典藏计划上的乐谱